# Sinjeong-dong, Ulsan
Sinjeong-dong là một dong, hoặc phường, của Nam-gu ở Ulsan, Hàn Quốc. Sinjung-dong được chia thành nhiều phân khu: Sinjeong-1-dong, Sinjeong-2-dong, Sinjeong-3-dong, Sinjeong-4-dong, và Sinjeong-5-dong.

## Liên kết
Trang chủ Ulsan Namgu